# بابا عشق
بابا عشق  مدعي نبوة  وواعظ ديني (اسمه: إسحاق الفرسودي التركماني) كان ذا شخصية مؤثرة، قاد ثورة على حكم سلاجقة الروم في عهد كيخسرو الثاني نتيجة محاولة السلاجقة دون غزو القبائل التركية للمناطق التي يسكنها المزارعين ومضايقة الدول المسيحية المجاورة. مما دفع التركمان إلى الأراضي الهامشية والمناطق الجبلية ومعظمها على الحدود.
نشأت فرقة تسمّى البابائية في أواسط القرن الثالث عشر الميلادي، في خراسان، وقد تسمّت بهذا الاسم نسبة إلى لقب زعيمها وهو «بابا» أو «البابا» أو كما اشتهر عنه بـ «بابا رسول الله»، وهو «إسحاق الفرسودي التركماني المدعي للنبوة»، لذلك كان لقبه «بابا إسحاق» رسول الله، وكان لهم زي خاص وقد قلدهم فيه فيما بعد فرقة القزلباش أصحاب أغطية الرأس الحمراء، التي كان لها الدور الأبرز فيما بعد في معاونة الصفويين على إثارة الفتن داخل الدولة العثمانية، وترجع هاتان الفرقتان إلى أحد أكابر الفرق الشيعية ألا وهي العلوية، ففرقة البابائية والقزلباش مشتركتان في الأصل، وهما ينتميان إلى الفرقة العلوية.

## سيرته
كان بابا عشق واحداً من الزعماء الدينيين. لكن خلافا لأسلافه، لم يكن تأثيره محدوداً على مجموعات صغيرة من القبائل، ووصلت سلطة بابا عشق للأغلبية الساحقة لسكان التركمان في الاناضول. ومن غير المعروف ما الذي كان يدعو إليه.
بدأت الثورة حوالي سنة 1240 في المناطق الحدودية النائية في مناطق شرق جبال طوروس، وسرعان ما انتشرت بسرعة شمالا في منطقة أماسيا. ودمر جيش السلاجقة في مالطية وأماسيا. مالبث أن انتشر التمرد في قلب الأناضول في مدن كايسيري وسبسطية وتوكات والتي أصبحت تحت سيطرة بابا عشق وتدعمه. وعلى الرغم من مقتل بابا عشق وإعدامه سنة 1241 نفسه إلى أن التركمان تابعوا تمردهم ضد سلطة السلاجقة. إلا أن حشر المتمردين وهزموا قرب كيرشهر حوالي سنة 1242 أو 1243.

### الفتنة البابائيَّة
عُرف أتباع بابا إسحٰق بِالـ«بابائيين»، وقد سيطر زعيمهم المذكور على عُقُولهم بِإفراغه آرائه الاجتماعيَّة في قالبٍ مثاليٍّ يُصوِّرُ لهم مدينةً فاضلة، ويعدهم بِتحقيقها بِزعامته الروحيَّة. واتخذ بابا إسحٰق من المُجاهدة والكرامة طريقًا، وكان ماهرًا في صنع الحيل المبنيَّة على الشعوذة والدجل، فاستمال الجهلة من التُرك بِما كان يُفتيه لهم من فتاوى ضلاليَّة تُثيرُ فيهم الحماسة الدينيَّة مُتظاهرًا بِالبُكاء أمامهم في بعض الأحيان، كما استمال آخرين بِمظهره الرث وبِنحافة جسمه الناتجة عن التعبُّد والصيام. وتظاهر بِالورع والأمانة، ولم يكن يقبل شيئًا من صدقة، قانعًا بِقوته البسيط، وبلغ من أمره أن اعتقد فيه الرجال والنساء حتَّى راجعوه في كُل أُمورهم إلى حد التوفيق بين المرء وزوجه عن طريق التعاويذ. وازداد تعلُّق التُركُمان بِهذا الرجل حتَّى أخرجوه من صفته الإنسانيَّة واتخذوه رمزًا لِخلاصهم، واعتقدوا أنَّهُ رسول الله إليهم، فحملوا شعار «لا إله إلَّا الله البابا رسول الله». وعندما رأى تعلُّق الناس به اختفى فجأة من حياتهم لِيُثير الرغبة فيهم، ثُمَّ ظهر فجأةً في إحدى قُرى أماسية، وراح يعمل بِالرعي أُسوةً بِالأنبياء، ثُمَّ بنى صومعةً سجن فيها نفسه مُتظاهرًا بِالزُهد مُعتمدًا على بعض المُريدين الذين كان يُرسلهم إلى الأطراف لِلدعوة له. اتَّصف بابا إسحٰق بِالتأني والبراعة السياسيَّة، فلم يُعطِ أتباعه إشارة البدء بِالثورة إلَّا عندما كانت القُوَّات السَلْجُوقيَّة مُنهمكة كُلُّها في المناطق الشرقيَّة بِحرب الخوارزميين. وممَّا يكشف أيضًا عن حُسن توقيت البدء بِالثورة، أنَّ توالي الحُرُوب في تلك المرحلة أدَّى إلى رفع نسبة الضرائب وتأخُّر الوضع الاقتصادي، وفساد الإدارة، وازدياد سخط الطوائف الاجتماعيَّة على حُكم السلاجقة. وعندما نضجت ظُرُوف التحرُّك أرسل بابا إسحٰق مُريدًا إلى كفرسود وآخر إلى مرعش لِتعبئة القبائل التُركُمانيَّة، وحدَّد لهما يوم إعلان الثورة، على أن يقتُلا كُلُّ من يتخلَّف عن تلبية النداء. وفي اليوم المُحدَّد لِلثورة تعرَّض بابا إسحٰق لِلسُلطان كيخسرو وقبَّحه وفضح أعماله الفاسدة وانشغاله بِالترف الزائد، وكان هذا الهُجُوم الكلامي إشارة البدء لِأتباعه، فانقضَّت جُمُوعُ التُركُمان على المُدُن والقُرى يحرقونها وينهبون أهلها ويُقتِّلونهم دون تفرقةٍ بين المُسلمين والنصارى، وكان بابا إسحٰق قد أباح لِجماعته الاستفادة من الأسلاب والغنائم والسبي بِوصفها حقًّا لِلمُنتصر، فكان ذلك أحد الأسباب الإضافيَّة التي جعلتهم يستشرسون في القتال. وعاث البابائيُّون فسادًا في مُدن ملطية وسيواس وتوقاد وأماسية، فأحرقوها واعتدوا على سُكَّانها وقتلوا منهم خلقًا كثيرًا، الأمر الذي شكَّل صفعةً لِلسُلطان كيخسرو في قونية، فاستفاق من غفلته، وأرسل قائد جُند أماسية، الحاج «أرمغانشاه»، لِقمع هؤلاء العُصاة وزعيمهم، وتمكَّن أرمغانشاه من القبض على بابا إسحٰق ومن كان معه في صومعته القريبة من أماسية، فأعدمه شنقًا ودلَّاه من بُرج القلعة لِيراه أتباعه. لكنَّ هؤلاء ازدادوا شراسةً بعد قتل زعيمهم، فاشتبكوا مع السلاجقة في معركةٍ عنيفةٍ قُتل فيها أرمغانشاه نفسه، فاضطرَّ السُلطان إلى تجهيز جيشٍ آخر وأرسله للقضاء على البابائيين وإنهاء حركتهم. والتحم هذا الجيش مع العُصاة في رحى معركةٍ رهيبة كان النصر فيها إلى جانب السلاجقة، فقُتل الكثير من البابائيين ولاذ الباقون بِالفرار، لكنَّ قادة الجيش السَلْجُوقي تتبعوهم وفتكوا بهم جميعًا، فلم يبقَ على قيد الحياة أحدٌ من الرجال والفتيان، وسُبيت النساء والأطفال، وغُنمت جميع الأثقال والأمتعة واقتُسمت بين العساكر بعد إفراز الخُمس. وهكذا انتهت الحركة البابائيَّة بِالفشل، ولم تُحقِّق ما كانت تهدف إليه، ونجا المُجتمع الإسلامي في الأناضول من خرق الباطنيَّة، على أنَّ خطرًا أعظم كان قد أصبح على الأبواب، ألا وهو الخطر المغولي.